# 古城村遗址 (隰县)
古城村遗址，位于山西省临汾市隰县龙泉镇城北村古城自然村，是一处山西省文物保护单位。
2016年6月6日，古城村遗址公布为第五批山西省文物保护单位，编号5-15，古遗址类，年代为新石器时代、东周、汉代。